# Gwen Stefani/Diskografie
Diese Diskografie ist eine Übersicht über die musikalischen Werke der US-amerikanischen Popsängerin Gwen Stefani. Den Quellenangaben und Schallplattenauszeichnungen zufolge hat sie bisher mehr als 55,3 Millionen Tonträger verkauft, davon alleine in ihrer Heimat über 42 Millionen. Ihre erfolgreichste Veröffentlichung ist die Single Hollaback Girl mit über 7,9 Millionen verkauften Einheiten.

## Alben

### Studioalben
| Jahr | Titel Musiklabel                                           | Höchstplatzierung, Gesamtwochen, AuszeichnungChartplatzierungen (Jahr, Titel, Musiklabel, Platzierungen, Wochen, Auszeichnungen, Anmerkungen) | Höchstplatzierung, Gesamtwochen, AuszeichnungChartplatzierungen (Jahr, Titel, Musiklabel, Platzierungen, Wochen, Auszeichnungen, Anmerkungen) | Höchstplatzierung, Gesamtwochen, AuszeichnungChartplatzierungen (Jahr, Titel, Musiklabel, Platzierungen, Wochen, Auszeichnungen, Anmerkungen) | Höchstplatzierung, Gesamtwochen, AuszeichnungChartplatzierungen (Jahr, Titel, Musiklabel, Platzierungen, Wochen, Auszeichnungen, Anmerkungen) | Höchstplatzierung, Gesamtwochen, AuszeichnungChartplatzierungen (Jahr, Titel, Musiklabel, Platzierungen, Wochen, Auszeichnungen, Anmerkungen) | Anmerkungen                                                   |
| Jahr | Titel Musiklabel                                           | DE | AT | CH | UK | US | Anmerkungen                                                   |
| ---- | ---------------------------------------------------------- | --- | --- | --- | --- | --- | ------------------------------------------------------------- |
| 2004 | Love. Angel. Music. Baby. Interscope Records (UMG)         | DE11 Gold · (49 Wo.)DE | AT12 Gold · (44 Wo.)AT | CH17 Gold · (54 Wo.)CH | UK4 ×3Dreifachplatin · (59 Wo.)UK | US5 ×5Fünffachplatin · (156 Wo.)US | Erstveröffentlichung: 23. November 2004 Verkäufe: + 7.597.444 |
| 2006 | The Sweet Escape Interscope Records (UMG)                  | DE17 Gold · (33 Wo.)DE | AT18 (23 Wo.)AT | CH8 Platin · (50 Wo.)CH | UK14 Platin · (44 Wo.)UK | US3 ×2Doppelplatin · (51 Wo.)US | Erstveröffentlichung: 1. Dezember 2006 Verkäufe: + 2.988.000  |
| 2016 | This Is What the Truth Feels Like Interscope Records (UMG) | DE40 (1 Wo.)DE | AT38 (1 Wo.)AT | CH10 (3 Wo.)CH | UK14 (2 Wo.)UK | US1 (13 Wo.)US | Erstveröffentlichung: 18. März 2016 Verkäufe: + 200.000       |
| 2024 | Bouquet Interscope Records (UMG)                           | — | — | CH80 (1 Wo.)CH | — | US95 (1 Wo.)US | Erstveröffentlichung: 15. November 2024                       |

### EPs
| Jahr | Titel Musiklabel                                                 | Anmerkungen                                                                          |
| ---- | ---------------------------------------------------------------- | ------------------------------------------------------------------------------------ |
| 2005 | Love. Angel. Music. Baby. (The Remixes) Interscope Records (UMG) | Erstveröffentlichung: 22. November 2005 Verkäufe werden dem Studioalbum hinzuaddiert |

### Weihnachtsalben
| Jahr | Titel Musiklabel                                         | Höchstplatzierung, Gesamtwochen, AuszeichnungChartplatzierungen (Jahr, Titel, Musiklabel, Platzierungen, Wochen, Auszeichnungen, Anmerkungen) | Höchstplatzierung, Gesamtwochen, AuszeichnungChartplatzierungen (Jahr, Titel, Musiklabel, Platzierungen, Wochen, Auszeichnungen, Anmerkungen) | Höchstplatzierung, Gesamtwochen, AuszeichnungChartplatzierungen (Jahr, Titel, Musiklabel, Platzierungen, Wochen, Auszeichnungen, Anmerkungen) | Höchstplatzierung, Gesamtwochen, AuszeichnungChartplatzierungen (Jahr, Titel, Musiklabel, Platzierungen, Wochen, Auszeichnungen, Anmerkungen) | Höchstplatzierung, Gesamtwochen, AuszeichnungChartplatzierungen (Jahr, Titel, Musiklabel, Platzierungen, Wochen, Auszeichnungen, Anmerkungen) | Anmerkungen                                               |
| Jahr | Titel Musiklabel                                         | DE | AT | CH | UK | US | Anmerkungen                                               |
| ---- | -------------------------------------------------------- | --- | --- | --- | --- | --- | --------------------------------------------------------- |
| 2017 | You Make It Feel Like Christmas Interscope Records (UMG) | DE33 (2 Wo.)DE | — | — | UK55 (3 Wo.)UK | US16 (33 Wo.)US | Erstveröffentlichung: 6. Oktober 2017 Verkäufe: + 138.000 |

## Singles

### Als Leadmusikerin
| Jahr | Titel Album                                         | Höchstplatzierung, Gesamtwochen, AuszeichnungChartplatzierungen (Jahr, Titel, Album, Platzierungen, Wochen, Auszeichnungen, Anmerkungen) | Höchstplatzierung, Gesamtwochen, AuszeichnungChartplatzierungen (Jahr, Titel, Album, Platzierungen, Wochen, Auszeichnungen, Anmerkungen) | Höchstplatzierung, Gesamtwochen, AuszeichnungChartplatzierungen (Jahr, Titel, Album, Platzierungen, Wochen, Auszeichnungen, Anmerkungen) | Höchstplatzierung, Gesamtwochen, AuszeichnungChartplatzierungen (Jahr, Titel, Album, Platzierungen, Wochen, Auszeichnungen, Anmerkungen) | Höchstplatzierung, Gesamtwochen, AuszeichnungChartplatzierungen (Jahr, Titel, Album, Platzierungen, Wochen, Auszeichnungen, Anmerkungen) | Anmerkungen                                                                         |
| Jahr | Titel Album                                         | DE | AT | CH | UK | US | Anmerkungen                                                                         |
| --- | --------------------------------------------------- | --- | --- | --- | --- | --- | ----------------------------------------------------------------------------------- |
| 2004 | What You Waiting for? Love. Angel. Music. Baby.     | DE22 (15 Wo.)DE | AT7 (24 Wo.)AT | CH17 (30 Wo.)CH | UK4 Gold · (22 Wo.)UK | US47 Platin · (20 Wo.)US | Erstveröffentlichung: 4. Oktober 2004 Verkäufe: + 1.570.000                         |
| 2004 | Rich Girl Love. Angel. Music. Baby.                 | DE14 (14 Wo.)DE | AT10 (21 Wo.)AT | CH6 (28 Wo.)CH | UK4 Gold · (14 Wo.)UK | US7 ×2Doppelplatin · (27 Wo.)US | Erstveröffentlichung: 13. Dezember 2004 Verkäufe: + 2.485.000; feat. Eve            |
| 2005 | Hollaback Girl Love. Angel. Music. Baby.            | DE3 Gold · (16 Wo.)DE | AT5 (22 Wo.)AT | CH6 (28 Wo.)CH | UK8 Platin · (19 Wo.)UK | US1 ×6Sechsfachplatin + Platin (Mastertone) · (31 Wo.)US                                                                                 | Erstveröffentlichung: 21. März 2005 Verkäufe: + 7.985.000                           |
| 2005 | Cool Love. Angel. Music. Baby.                      | DE20 (10 Wo.)DE | AT15 (15 Wo.)AT | CH24 (15 Wo.)CH | UK11 Silber · (12 Wo.)UK | US13 Platin · (20 Wo.)US | Erstveröffentlichung: 4. Juli 2005 Verkäufe: + 1.200.000                            |
| 2005 | Luxurious Love. Angel. Music. Baby.                 | DE65 (9 Wo.)DE | AT66 (2 Wo.)AT | CH39 (10 Wo.)CH | UK44 (3 Wo.)UK | US21 Platin · (20 Wo.)US | Erstveröffentlichung: 17. Oktober 2005 Verkäufe: + 1.000.000; feat. Slim Thug       |
| 2006 | Crash Love. Angel. Music. Baby.                     | — | — | — | — | US49 (8 Wo.)US | Erstveröffentlichung: 9. Januar 2006                                                |
| 2006 | Wind It Up The Sweet Escape                         | DE21 (10 Wo.)DE | AT18 (15 Wo.)AT | CH14 (19 Wo.)CH | UK3 (13 Wo.)UK | US6 Platin · (18 Wo.)US | Erstveröffentlichung: 30. Oktober 2006 Verkäufe: + 1.042.500                        |
| 2006 | The Sweet Escape                                    | DE6 Platin · (20 Wo.)DE | AT6 (26 Wo.)AT | CH10 (37 Wo.)CH | UK2 ×2Doppelplatin · (32 Wo.)UK | US2 ×5Fünffachplatin · (40 Wo.)US | Erstveröffentlichung: 18. Dezember 2006 Verkäufe: + 6.960.500; feat. Akon           |
| 2007 | 4 in the Morning The Sweet Escape                   | DE18 (13 Wo.)DE | AT18 (18 Wo.)AT | CH18 (18 Wo.)CH | UK22 (10 Wo.)UK | US54 Gold · (16 Wo.)US | Erstveröffentlichung: 28. Mai 2007 Verkäufe: + 577.500                              |
| 2007 | Now That You Got It The Sweet Escape                | DE73 (3 Wo.)DE | AT60 (4 Wo.)AT | — | UK59 (4 Wo.)UK | — | Erstveröffentlichung: 17. September 2007 feat. Damian Marley                        |
| 2007 | Early Winter The Sweet Escape                       | DE6 (14 Wo.)DE | AT22 (19 Wo.)AT | CH12 (20 Wo.)CH | — | — | Erstveröffentlichung: 18. Dezember 2007                                             |
| 2014 | Baby Don’t Lie –                                    | DE26 (7 Wo.)DE | — | — | — | US46 Gold · (6 Wo.)US | Erstveröffentlichung: 20. Oktober 2014 Verkäufe: + 500.000                          |
| 2014 | Spark the Fire –                                    | — | — | — | — | — | Erstveröffentlichung: 1. Dezember 2014                                              |
| 2015 | Used to Love You This Is What the Truth Feels Like  | — | — | — | — | US52 Gold · (9 Wo.)US | Erstveröffentlichung: 20. Oktober 2015 Verkäufe: + 500.000                          |
| 2016 | Make Me Like You This Is What the Truth Feels Like  | — | — | — | — | US54 Gold · (5 Wo.)US | Erstveröffentlichung: 12. Februar 2016 Verkäufe: + 500.000                          |
| 2016 | Misery This Is What the Truth Feels Like            | — | — | — | — | — | Erstveröffentlichung: 23. Mai 2016                                                  |
| 2017 | You Make It Feel Like Christmas                     | DE33 (24 Wo.)DE | AT32 (21 Wo.)AT | CH40 (11 Wo.)CH | UK69 Silber · (7 Wo.)UK | US50 Platin · (1 Wo.)US | Erstveröffentlichung: 22. September 2017 Verkäufe: + 1.200.000; feat. Blake Shelton |
| 2017 | Santa Baby You Make It Feel Like Christmas          | — | — | — | — | — | Erstveröffentlichung: 8. Dezember 2017 Original: Eartha Kitt                        |
| 2018 | Secret Santa You Make It Feel Like Christmas        | — | — | — | — | — | Erstveröffentlichung: 30. November 2018                                             |
| 2020 | Here This Christmas You Make It Feel Like Christmas | — | — | — | — | — | Erstveröffentlichung: 23. Oktober 2020                                              |
| 2020 | Let Me Reintroduce Myself –                         | — | — | — | — | — | Erstveröffentlichung: 7. Dezember 2020                                              |
| 2021 | Slow Clap –                                         | — | — | — | — | — | Erstveröffentlichung: 11. März 2021                                                 |
| 2023 | True Babe –                                         | — | — | — | — | — | Erstveröffentlichung: 23. Juni 2023                                                 |
| 2024 | Purple Irises Bouquet                               | — | — | — | — | — | Erstveröffentlichung: 9. Februar 2024 mit Blake Shelton                             |
| 2024 | Hello World –                                       | — | — | — | — | — | Erstveröffentlichung: 25. Juli 2024 mit Anderson .Paak                              |
| 2024 | Somebody Else’s Bouquet                             | — | — | — | — | — | Erstveröffentlichung: 20. September 2024                                            |
| Folgende Lieder erschienen nicht als Single, wurden aber durch das Album zum Download und Streaming bereitgestellt und konnten somit eine Platzierung erlangen: |                                                     | | | | | |                                                                                     |
| |                                                     | | | | | |                                                                                     |
| 2019 | White Christmas You Make It Feel Like Christmas     | — | — | — | UK62 (1 Wo.)UK | — | Charteinstieg: 3. Januar 2019                                                       |

### Als Gastmusikerin
| Jahr | Titel Album                                | Höchstplatzierung, Gesamtwochen, AuszeichnungChartplatzierungen (Jahr, Titel, Album, Platzierungen, Wochen, Auszeichnungen, Anmerkungen) | Höchstplatzierung, Gesamtwochen, AuszeichnungChartplatzierungen (Jahr, Titel, Album, Platzierungen, Wochen, Auszeichnungen, Anmerkungen) | Höchstplatzierung, Gesamtwochen, AuszeichnungChartplatzierungen (Jahr, Titel, Album, Platzierungen, Wochen, Auszeichnungen, Anmerkungen) | Höchstplatzierung, Gesamtwochen, AuszeichnungChartplatzierungen (Jahr, Titel, Album, Platzierungen, Wochen, Auszeichnungen, Anmerkungen) | Höchstplatzierung, Gesamtwochen, AuszeichnungChartplatzierungen (Jahr, Titel, Album, Platzierungen, Wochen, Auszeichnungen, Anmerkungen) | Anmerkungen                                                                                      |
| Jahr | Titel Album                                | DE | AT | CH | UK | US | Anmerkungen                                                                                      |
| ---- | ------------------------------------------ | --- | --- | --- | --- | --- | ------------------------------------------------------------------------------------------------ |
| 2000 | South Side Play                            | — | — | — | — | US14 (32 Wo.)US | Erstveröffentlichung: 7. November 2000 Moby feat. Gwen Stefani                                   |
| 2001 | Let Me Blow Ya Mind Scorpion               | DE5 Gold · (14 Wo.)DE | AT6 (15 Wo.)AT | CH1 Gold · (28 Wo.)CH | UK4 Platin · (14 Wo.)UK | US2 (33 Wo.)US | Erstveröffentlichung: 15. Mai 2001 Verkäufe: + 1.283.000; Eve feat. Gwen Stefani                 |
| 2001 | What’s Going On –                          | DE35 (9 Wo.)DE | AT51 (8 Wo.)AT | CH16 (11 Wo.)CH | UK6 (13 Wo.)UK | US27 (10 Wo.)US | Erstveröffentlichung: 30. Oktober 2001 mit Artists Against AIDS Worldwide; Original: Marvin Gaye |
| 2005 | Can I Have It Like That In My Mind         | DE37 (9 Wo.)DE | AT47 (6 Wo.)AT | CH28 (18 Wo.)CH | UK3 (13 Wo.)UK | US49 (8 Wo.)US | Erstveröffentlichung: 31. Oktober 2005 Verkäufe: + 126.000; Pharrell feat. Gwen Stefani          |
| 2012 | Glycerine (Live) –                         | — | — | — | — | — | Erstveröffentlichung: 13. Dezember 2012 Bush feat. Gwen Stefani                                  |
| 2015 | Kings Never Die Southpaw (O.S.T.)          | — | — | — | UK82 (1 Wo.)UK | US80 Gold · (2 Wo.)US | Erstveröffentlichung: 10. Juli 2015 Verkäufe: + 697.000; Eminem feat. Gwen Stefani               |
| 2016 | Hands –                                    | — | — | — | — | — | Erstveröffentlichung: 6. Juli 2016 Charity-Single mit Various Artists                            |
| 2020 | Nobody but You Fully Loaded: God’s Country | — | — | — | — | US18 ×2Doppelplatin · (25 Wo.)US | Erstveröffentlichung: 21. Januar 2020 Verkäufe: + 2.080.000; Blake Shelton feat. Gwen Stefani    |
| 2020 | Happy Anywhere Body Language               | — | — | — | — | US32 Platin · (22 Wo.)US | Erstveröffentlichung: 24. Juli 2020 Verkäufe: + 1.080.000; Blake Shelton feat. Gwen Stefani      |
| 2022 | Light My Fire Scorcha                      | — | — | — | — | — | Erstveröffentlichung: 25. Mai 2022 Sean Paul feat. Shenseea & Gwen Stefani                       |

## Videoalben und Musikvideos

### Videoalben
| Jahr | Titel Musiklabel                              | Höchstplatzierung, Gesamtwochen, AuszeichnungChartplatzierungen (Jahr, Titel, Musiklabel, Platzierungen, Wochen, Auszeichnungen, Anmerkungen) | Höchstplatzierung, Gesamtwochen, AuszeichnungChartplatzierungen (Jahr, Titel, Musiklabel, Platzierungen, Wochen, Auszeichnungen, Anmerkungen) | Höchstplatzierung, Gesamtwochen, AuszeichnungChartplatzierungen (Jahr, Titel, Musiklabel, Platzierungen, Wochen, Auszeichnungen, Anmerkungen) | Höchstplatzierung, Gesamtwochen, AuszeichnungChartplatzierungen (Jahr, Titel, Musiklabel, Platzierungen, Wochen, Auszeichnungen, Anmerkungen) | Höchstplatzierung, Gesamtwochen, AuszeichnungChartplatzierungen (Jahr, Titel, Musiklabel, Platzierungen, Wochen, Auszeichnungen, Anmerkungen) | Anmerkungen                                               |
| Jahr | Titel Musiklabel                              | DE | AT | CH | UK | US | Anmerkungen                                               |
| ---- | --------------------------------------------- | --- | --- | --- | --- | --- | --------------------------------------------------------- |
| 2006 | Harajuku Lovers Live Interscope Records (UMG) | — | — | — | UK43 (1 Wo.)UK | US8 (4 Wo.)US | Erstveröffentlichung: 5. Dezember 2006 Verkäufe: + 25.000 |

### Musikvideos
| Jahr | Titel                           | Regie            |
| ---- | ------------------------------- | ---------------- |
| 2001 | South Side                      | Joseph Kahn      |
| 2001 | Let Me Blow Ya Mind             | Philip Atwell    |
| 2004 | What You Waiting for?           | Francis Lawrence |
| 2004 | Rich Girl                       | David LaChapelle |
| 2005 | Hollaback Girl                  | Paul Hunter      |
| 2005 | Cool                            | Sophie Muller    |
| 2005 | Can I Have It Like That         | Paul Hunter      |
| 2005 | Luxurious                       | Sophie Muller    |
| 2006 | Crash                           | Sophie Muller    |
| 2006 | Wind It Up                      | Sophie Muller    |
| 2007 | The Sweet Escape                | Joseph Kahn      |
| 2007 | 4 in the Morning                | Sophie Muller    |
| 2007 | Now That You Got It             | Saline Project   |
| 2007 | Early Winter                    | Sophie Muller    |
| 2014 | Baby Don’t Lie                  | Sophie Muller    |
| 2014 | Spark the Fire                  | Sophie Muller    |
| 2015 | Used to Love You                | Sophie Muller    |
| 2016 | Make Me Like You                | Sophie Muller    |
| 2016 | Misery                          | Sophie Muller    |
| 2018 | You Make It Feel Like Christmas | Sophie Muller    |
| 2020 | Nobody But You                  | Sophie Muller    |
| 2020 | Happy Anywhere                  | Todd Stefani     |
| 2021 | Let Me Reintroduce Myself       | Philip Andelman  |
| 2021 | Slow Clap                       | Sophie Muller    |
| 2024 | Hello World                     | Hannah Lux Davis |

## Autorenbeteiligungen
Gwen Stefani als Autorin (A) und Produzentin (P) in den Charts

| Jahr | Titel Interpretation                             | Höchstplatzierung, Gesamtwochen, AuszeichnungChartplatzierungen (Jahr, Titel, Interpretation, Platzierungen, Wochen, Auszeichnungen, Anmerkungen) | Höchstplatzierung, Gesamtwochen, AuszeichnungChartplatzierungen (Jahr, Titel, Interpretation, Platzierungen, Wochen, Auszeichnungen, Anmerkungen) | Höchstplatzierung, Gesamtwochen, AuszeichnungChartplatzierungen (Jahr, Titel, Interpretation, Platzierungen, Wochen, Auszeichnungen, Anmerkungen) | Höchstplatzierung, Gesamtwochen, AuszeichnungChartplatzierungen (Jahr, Titel, Interpretation, Platzierungen, Wochen, Auszeichnungen, Anmerkungen) | Höchstplatzierung, Gesamtwochen, AuszeichnungChartplatzierungen (Jahr, Titel, Interpretation, Platzierungen, Wochen, Auszeichnungen, Anmerkungen) | Anmerkungen                                                                        |
| Jahr | Titel Interpretation                             | DE | AT | CH | UK | US | Anmerkungen                                                                        |
| ---- | ------------------------------------------------ | --- | --- | --- | --- | --- | ---------------------------------------------------------------------------------- |
| 1995 | Spiderwebs A No Doubt                            | — | — | — | UK16 (3 Wo.)UK | US— PlatinUS | Erstveröffentlichung: 19. November 1995 Verkäufe: + 1.000.000                      |
| 1996 | Just a Girl A No Doubt                           | DE24 (14 Wo.)DE | AT21 (5 Wo.)AT | CH31 (13 Wo.)CH | UK3 Silber · (9 Wo.)UK | US23 ×2Doppelplatin · (29 Wo.)US | Erstveröffentlichung: 2. April 1996 Verkäufe: + 2.312.000                          |
| 1996 | Don’t Speak A No Doubt                           | DE2 Platin · (25 Wo.)DE | AT2 Gold · (16 Wo.)AT | CH1 Platin · (28 Wo.)CH | UK1 ×2Doppelplatin · (21 Wo.)UK | US— ×3DreifachplatinUS | Erstveröffentlichung: 15. April 1996 Verkäufe: + 5.460.000                         |
| 1997 | Sunday Morning A, P No Doubt                     | — | — | — | UK50 (3 Wo.)UK | US— GoldUS | Erstveröffentlichung: 27. Mai 1997 Verkäufe: + 535.000                             |
| 1999 | New A, P No Doubt                                | — | — | — | UK30 (2 Wo.)UK | — | Erstveröffentlichung: 17. Mai 1999                                                 |
| 2000 | Ex-Girlfriend A No Doubt                         | DE34 (7 Wo.)DE | — | CH19 (11 Wo.)CH | UK23 (3 Wo.)UK | — | Erstveröffentlichung: 13. März 2000 Verkäufe: + 35.000                             |
| 2000 | Simple Kind of Life A No Doubt                   | — | — | — | UK69 (1 Wo.)UK | US38 (13 Wo.)US | Erstveröffentlichung: 29. Mai 2000                                                 |
| 2001 | Hey Baby A, P No Doubt feat. Bounty Killer       | DE8 (10 Wo.)DE | AT12 (13 Wo.)AT | CH11 (16 Wo.)CH | UK2 (16 Wo.)UK | US5 Gold · (20 Wo.)US | Erstveröffentlichung: 29. Oktober 2001 Verkäufe: + 545.000                         |
| 2002 | Hella Good A, P No Doubt                         | DE46 (9 Wo.)DE | AT44 (4 Wo.)AT | CH78 (3 Wo.)CH | UK12 (7 Wo.)UK | US13 Platin · (20 Wo.)US | Erstveröffentlichung: 22. April 2002 Verkäufe: + 1.035.000                         |
| 2002 | Underneath It All A, P No Doubt feat. Lady Saw   | DE42 (9 Wo.)DE | AT34 (12 Wo.)AT | CH54 (9 Wo.)CH | UK18 (7 Wo.)UK | US3 Platin · (30 Wo.)US | Erstveröffentlichung: 2. September 2002 Verkäufe: + 1.000.000                      |
| 2003 | Running A, P No Doubt                            | DE55 (7 Wo.)DE | — | — | — | US62 (6 Wo.)US | Erstveröffentlichung: 10. Juni 2003                                                |
| 2003 | It’s My Life P No Doubt                          | DE9 (14 Wo.)DE | AT12 (16 Wo.)AT | CH12 (22 Wo.)CH | UK20 Silber · (9 Wo.)UK | US10 Platin · (28 Wo.)US | Erstveröffentlichung: 17. November 2003 Verkäufe: + 1.280.000; Original: Talk Talk |
| 2004 | Bathwater (Invincible Overlord Remix) A No Doubt | DE73 (6 Wo.)DE | — | CH42 (6 Wo.)CH | UK17 (7 Wo.)UK | — | Erstveröffentlichung: 1. März 2004                                                 |
| 2012 | Settle Down A No Doubt                           | DE31 (13 Wo.)DE | AT13 (8 Wo.)AT | CH48 (3 Wo.)CH | UK85 (1 Wo.)UK | US34 (8 Wo.)US | Erstveröffentlichung: 17. Juli 2012                                                |

## Promoveröffentlichungen
Promo-Singles

| Jahr | Titel Album                                 | Höchstplatzierung, Gesamtwochen, AuszeichnungChartplatzierungen (Jahr, Titel, Album, Platzierungen, Wochen, Auszeichnungen, Anmerkungen) | Höchstplatzierung, Gesamtwochen, AuszeichnungChartplatzierungen (Jahr, Titel, Album, Platzierungen, Wochen, Auszeichnungen, Anmerkungen) | Höchstplatzierung, Gesamtwochen, AuszeichnungChartplatzierungen (Jahr, Titel, Album, Platzierungen, Wochen, Auszeichnungen, Anmerkungen) | Höchstplatzierung, Gesamtwochen, AuszeichnungChartplatzierungen (Jahr, Titel, Album, Platzierungen, Wochen, Auszeichnungen, Anmerkungen) | Höchstplatzierung, Gesamtwochen, AuszeichnungChartplatzierungen (Jahr, Titel, Album, Platzierungen, Wochen, Auszeichnungen, Anmerkungen) | Anmerkungen                                                                             |
| Jahr | Titel Album                                 | DE | AT | CH | UK | US | Anmerkungen                                                                             |
| ---- | ------------------------------------------- | --- | --- | --- | --- | --- | --------------------------------------------------------------------------------------- |
| 2005 | The Real Thing Love. Angel. Music. Baby.    | — | — | — | — | — | Erstveröffentlichung: 3. Oktober 2005                                                   |
| 2006 | Yummy The Sweet Escape                      | — | — | — | — | — | Erstveröffentlichung: 11. November 2006 feat. Pharrell                                  |
| 2015 | Shine –                                     | — | — | — | — | — | Erstveröffentlichung: 13. Januar 2015 feat. Pharrell                                    |
| 2016 | Go Ahead and Break My Heart If I’m Honest   | — | — | — | — | US70 (1 Wo.)US | Erstveröffentlichung: 9. Mai 2016 Blake Shelton feat. Gwen Stefani                      |
| 2020 | Sleigh Ride You Make It Feel Like Christmas | — | — | — | — | — | Erstveröffentlichung: 13. Oktober 2020 Original: Arthur Fiedler & Boston Pops Orchestra |
| 2023 | Love Is Alive A Tribute to The Judds        | — | — | — | — | — | Erstveröffentlichung: 27. Oktober 2023 mit Blake Shelton; Original: The Judds           |

## Sonderveröffentlichungen
| Jahr | Titel Album                                                               | Anmerkungen |
| ---- | ------------------------------------------------------------------------- | --- |
| 1994 | Robbin’ the Hood Saw Red                                                  | Erstveröffentlichung: 8. Februar 1994 Sublime feat. Gwen Stefani                                                       |
| 1998 | You’re the Boss The Dirty Boogie                                          | Erstveröffentlichung: 23. Juni 1998 The Brian Setzer Orchestra feat. Gwen Stefani Original: LaVern Baker & Jimmy Ricks |
| 1999 | South Side Play                                                           | Erstveröffentlichung: 17. Mai 1999 Moby feat. Gwen Stefani                                                             |
| 1999 | So Far, So Pleased Rave Un2 the Joy Fantastic                             | Erstveröffentlichung: 2. November 1999 Prince feat. Gwen Stefani                                                       |
| 2000 | Everybody Is a Star The Psychotic Friends Nuttwerx                        | Erstveröffentlichung: 21. März 2001 Fishbone feat. Gwen Stefani; Original: Sly & the Family Stone                      |
| 2001 | Let’s Go Ride Horses                                                      | Erstveröffentlichung: 2001 Eric Stefani feat. Gwen Stefani                                                             |
| 2001 | Now That You’re Gone Let’s Go Ride Horses                                 | Erstveröffentlichung: 2001 Eric Stefani feat. Gwen Stefani                                                             |
| 2001 | Strawberry Fields Let’s Go Ride Horses                                    | Erstveröffentlichung: 2001 Eric Stefani feat. Gwen Stefani; Original: The Beatles                                      |
| 2001 | Let Me Blow Ya Mind Scorpion                                              | Erstveröffentlichung: 6. März 2001 Eve feat. Gwen Stefani                                                              |
| 2004 | Slave to Love 50 First Dates: Love songs from the Original Motion Picture | Erstveröffentlichung: 3. Februar 2004 Elan Atias feat. Gwen Stefani; Original: Bryan Ferry                             |
| 2006 | All Nighter Together as One                                               | Erstveröffentlichung: 13. Juni 2006 Elan Atias feat. Gwen Stefani                                                      |
| 2006 | Can I Have It Like That In My Mind                                        | Erstveröffentlichung: 21. Juli 2006 Pharrell feat. Gwen Stefani                                                        |
| 2011 | Need You Tonight (Mash Up) The Very Best (Deluxe-Edition)                 | Erstveröffentlichung: 21. Oktober 2011 INXS vs. Gwen Stefani                                                           |
| 2014 | My Heart Is Open V                                                        | Erstveröffentlichung: 29. August 2014 Maroon 5 feat. Gwen Stefani                                                      |
| 2014 | Together Motion                                                           | Erstveröffentlichung: 31. Oktober 2014 Calvin Harris feat. Gwen Stefani                                                |
| 2015 | Run Away Bush                                                             | Erstveröffentlichung: 8. Mai 2015 Snoop Dogg feat. Gwen Stefani                                                        |
| 2015 | Kings Never Die Southpaw (O.S.T.)                                         | Erstveröffentlichung: 24. Juli 2015 Eminem feat. Gwen Stefani                                                          |
| 2015 | Leather and Lace The Voice: The Complete Season 9 Collection              | Erstveröffentlichung: 15. Dezember 2015 Jeffery Austin feat. Gwen Stefani                                              |
| 2016 | Go Ahead and Break My Heart If I’m Honest                                 | Erstveröffentlichung: 20. Mai 2016 Blake Shelton feat. Gwen Stefani                                                    |
| 2019 | Nobody But You Fully Loaded: God's Country                                | Erstveröffentlichung: 13. Dezember 2019 Blake Shelton mit Gwen Stefani                                                 |
| 2021 | Happy Anywhere Body Language                                              | Erstveröffentlichung: 21. Mai 2021 Blake Shelton feat. Gwen Stefani                                                    |
| 2022 | Light My Fire Scorcha                                                     | Erstveröffentlichung: 27. Mai 2022 Sean Paul feat. Shenseea & Gwen Stefani                                             |

| Jahr | Titel Album                          | Anmerkungen                                                                                                  |
| ---- | ------------------------------------ | --- |
| 1998 | Almost Blue (Live) Stormy Weather    | Erstveröffentlichung: 31. Mai 1998 Original: Elvis Costello and the Attractions                              |
| 2015 | It’s a Small World We Love Disney    | Erstveröffentlichung: 30. Oktober 2015 mit We Love Disney Artists Original: Walt Disney Records Studio Group |
| 2015 | Rainbow Connection We Love Disney    | Erstveröffentlichung: 30. Oktober 2015 Original: Kermit der Frosch                                           |
| 2023 | Love Is Alive A Tribute to The Judds | Erstveröffentlichung: 27. Oktober 2023 mit Blake Shelton; Original: The Judds                                |

| Jahr | Titel Soundtrack                                         | Anmerkungen |
| ---- | -------------------------------------------------------- | --- |
| 2004 | Slave to Love 50 erste Dates                             | Erstveröffentlichung: 3. Februar 2004 Elan Atias feat. Gwen Stefani; Original: Bryan Ferry |
| 2015 | Kings Never Die Southpaw                                 | Erstveröffentlichung: 24. Juli 2015 Eminem feat. Gwen Stefani |
| 2016 | Can’t Stop the Feeling! (Film Version) Trolls            | Erstveröffentlichung: 21. Oktober 2016 mit Justin Timberlake, Anna Kendrick, James Corden, Zooey Deschanel, Walt Dohrn, Ron Funches, Caroline Hjelt, Aino Jawo, Christopher Mintz-Plasse & Kunal Nayyar |
| 2016 | Hair Up Trolls                                           | Erstveröffentlichung: 21. Oktober 2016 mit Justin Timberlake & Ron Funches; Verkäufe: + 200.000 |
| 2016 | I’m Coming Out / Mo’ Money Mo’ Problems Trolls           | Erstveröffentlichung: 21. Oktober 2016 mit Zooey Deschanel, Anna Kendrick, James Corden, Walt Dohrn, Ron Funches, Caroline Hjelt, Aino Jawo & Kunal Nayyar                                              |
| 2016 | Move Your Feet / D.A.N.C.E. / It’s a Sunshine Day Trolls | Erstveröffentlichung: 21. Oktober 2016 mit Anna Kendrick, James Corden, Walt Dohrn, Caroline Hjelt, Aino Jawo & Kunal Nayyar; Verkäufe: + 200.000                                                       |
| 2016 | What U Workin’ With? Trolls                              | Erstveröffentlichung: 21. Oktober 2016 mit Justin Timberlake |
| 2017 | Medicine Man Served Like a Girl                          | Erstveröffentlichung: 3. November 2017 |

## Statistik

### Chartauswertung
Die folgenden Aufstellungen bieten eine Übersicht über die Charterfolge von Stefani in den Album-, Single- und Musik-DVD-Charts. Zu beachten ist, dass bei den Singles nur Interpretationen und keine Autorenbeteiligungen oder Produktionen berücksicht wurden.
|                     | DE    | AT    | CH    | UK    | US    |
| ------------------- | ----- | ----- | ----- | ----- | ----- |
| Nummer-eins-Alben   | DE—DE | AT—AT | CH—CH | UK—UK | US1US |
| Top-10-Alben        | DE—DE | AT—AT | CH2CH | UK1UK | US3US |
| Alben in den Charts | DE4DE | AT3AT | CH4CH | UK4UK | US5US |

|                       | DE     | AT     | CH     | UK     | US     |
| --------------------- | ------ | ------ | ------ | ------ | ------ |
| Nummer-eins-Singles   | DE—DE  | AT—AT  | CH1CH  | UK—UK  | US1US  |
| Top-10-Singles        | DE4DE  | AT5AT  | CH4CH  | UK8UK  | US5US  |
| Singles in den Charts | DE15DE | AT14AT | CH13CH | UK15UK | US21US |

|                          | DE    | AT    | CH    | UK    | US    |
| ------------------------ | ----- | ----- | ----- | ----- | ----- |
| Nummer-eins-Videoalben   | DE—DE | AT—AT | CH—CH | UK—UK | US—US |
| Top-10-Videoalben        | DE—DE | AT—AT | CH—CH | UK—UK | US1US |
| Videoalben in den Charts | DE—DE | AT—AT | CH—CH | UK1UK | US1US |

### Auszeichnungen für Musikverkäufe
| Land/RegionAuszeichnungen für Musikverkäufe (Land/Region, Auszeichnungen, Verkäufe, Quellen) | Silber     | Gold       | Platin         | Verkäufe    | Quellen                                                   |
| -------------------------------------------------------------------------------------------- | ---------- | ---------- | -------------- | ----------- | --------------------------------------------------------- |
| Argentinien (CAPIF)                                                                          | —          | Gold1      | —              | 20.000      | capif.org.ar                                              |
| Australien (ARIA)                                                                            | —          | 6× Gold6   | 20× Platin20   | 1.555.000   | aria.com.au                                               |
| Belgien (BRMA)                                                                               | —          | Gold1      | 2× Platin2     | 125.000     | ultratop.be                                               |
| Brasilien (PMB)                                                                              | —          | 2× Gold2   | Platin1        | 120.000     | pro-musicabr.org.br                                       |
| Dänemark (IFPI)                                                                              | —          | 6× Gold6   | —              | 182.500     | ifpi.dk                                                   |
| Deutschland (BVMI)                                                                           | —          | 4× Gold4   | 2× Platin2     | 1.400.000   | musikindustrie.de                                         |
| Europa (IFPI)                                                                                | —          | —          | Platin1        | (1.000.000) | ifpi.org (Memento vom 1. Januar 2014 im Internet Archive) |
| Finnland (IFPI)                                                                              | —          | Gold1      | —              | 21.944      | ifpi.fi                                                   |
| Frankreich (SNEP)                                                                            | Silber1    | 2× Gold2   | —              | 475.000     | infodisc.fr                                               |
| Hongkong (IFPI/HKRIA)                                                                        | —          | Gold1      | —              | 10.000      | Einzelnachweise                                           |
| Indien (IMI)                                                                                 | —          | Gold1      | —              | 30.000      | Einzelnachweise                                           |
| Irland (IRMA)                                                                                | —          | —          | 3× Platin3     | 45.000      | irishcharts.ie                                            |
| Italien (FIMI)                                                                               | —          | 2× Gold2   | Platin1        | 150.000     | fimi.it                                                   |
| Japan (RIAJ)                                                                                 | —          | 2× Gold2   | —              | 200.000     | riaj.or.jp                                                |
| Kanada (MC)                                                                                  | —          | —          | 10× Platin10   | 938.000     | musiccanada.com                                           |
| Malaysia (RIM)                                                                               | —          | Gold1      | —              | 10.000      | Einzelnachweise                                           |
| Mexiko (AMPROFON)                                                                            | —          | Gold1      | —              | 50.000      | amprofon.com.mx                                           |
| Neuseeland (RMNZ)                                                                            | —          | 4× Gold4   | 16× Platin16   | 410.000     | aotearoamusiccharts.co.nz NZ2 NZ3                         |
| Niederlande (NVPI)                                                                           | —          | Gold1      | —              | 50.000      | nvpi.nl                                                   |
| Norwegen (IFPI)                                                                              | —          | 5× Gold5   | 5× Platin5     | 155.000     | ifpi.no                                                   |
| Österreich (IFPI)                                                                            | —          | 2× Gold2   | —              | 30.000      | ifpi.at                                                   |
| Polen (ZPAV)                                                                                 | —          | Gold1      | —              | 10.000      | olis.pl                                                   |
| Russland (NFPF)                                                                              | —          | —          | 3× Platin3     | 60.000      | 2m-online.ru                                              |
| Schweden (IFPI)                                                                              | —          | 6× Gold6   | —              | 90.000      | sverigetopplistan.se                                      |
| Schweiz (IFPI)                                                                               | —          | 2× Gold2   | 2× Platin2     | 120.000     | hitparade.ch                                              |
| Singapur (RIAS)                                                                              | —          | Gold1      | —              | 7.500       | Einzelnachweise                                           |
| Spanien (Promusicae)                                                                         | —          | Gold1      | —              | 30.000      | elportaldemusica.es                                       |
| Südafrika (RISA)                                                                             | —          | Gold1      | —              | 25.000      | Einzelnachweise                                           |
| Taiwan (RIT)                                                                                 | —          | Gold1      | —              | 15.000      | Einzelnachweise                                           |
| Thailand (TECA)                                                                              | —          | Gold1      | —              | 20.000      | Einzelnachweise                                           |
| Ungarn (MAHASZ)                                                                              | —          | 2× Gold2   | —              | 6.000       | slagerlistak.hu                                           |
| Vereinigte Staaten (RIAA)                                                                    | —          | 8× Gold8   | 38× Platin38   | 42.000.000  | riaa.com                                                  |
| Vereinigtes Königreich (BPI)                                                                 | 6× Silber6 | 2× Gold2   | 10× Platin10   | 7.169.000   | bpi.co.uk                                                 |
| Insgesamt                                                                                    | 7× Silber7 | 68× Gold68 | 115× Platin115 |             |                                                           |